# تابع دودویی
در ریاضیات، تابع دودویی (انگلیسی: Binary function) به تابعی می‌گویند که دو ورودی می‌گیرد.
به عبارت دقیق‌تر، تابع {\displaystyle f} تابعی دودویی است اگر مجموعه‌های {\displaystyle X,Y,Z} وجود داشته باشند به‌طوری که
که در آن {\displaystyle X\times Y} حاصلضرب دکارتی {\displaystyle X} و {\displaystyle Y} است.

## مثال
تقسیم عدد صحیح را می‌توان یک تابع در نظر گرفت؛ اگر Z مجموعهٔ اعداد صحیحی، N+ مجموعهٔ اعداد طبیعی (جز صفر), و Q مجموعهٔ اعداد گویا باشد، آنگاه تقسیم یک تابع دودویی Z و N+ به Q است
مثال دیگر حاصلضرب داخلی، یا به‌طور کلی توابعی به شکل {\displaystyle (x,y)\mapsto x^{T}My} است که در آن‌ها x و y بردارهایی با مقادیر واقعی و اندازهٔ مناسب هستند و M ماتریس است. اگر M ماتریس مثبت معین باشد نتیجه ضرب داخلی خواهد بود.